# Большой куду
Большо́й ку́ду, или антило́па ку́ду (лат. Tragelaphus strepsiceros) — африканский вид антилоп из подсемейства быков (Bovinae).

## Внешний вид
Шерсть самцов окрашена в серо-коричневые тона, а у самок и молодняка светло-коричневого цвета. На шерсти куду как правило имеется от шести до десяти вертикальных полосок. У куду крупные округлые уши и порой довольно длинный хвост. У самцов на голове растут крупные завинченные рога, достигающие величины до 1 метра.Чем они крупнее,тем выше социальный статус самца.Потомство по внешнему виду напоминает безрогих самок. Величина в холке составляет около 1,40 м, а длина около 2,20 м. Самцы достигают веса до 250 кг, самки — до 200 кг. Большого куду внешне легко спутать с родственной ему ньялой, к тому же их ареалы частично пересекаются.

## Распространение
Этот вид антилоп обитает в Восточной и Южной Африке и встречается прежде всего в саваннах, являющихся переходной формой между лесами и голой степью в близи рек. Большого куду можно встретить и в более засушливых регионах.

## Поведение
Чаще всего большой куду живёт в почти немигрирующих группах, в которые входят от трёх до десяти животных. Такие группы населяют ареал площадью около 50 км². Самцы образуют отдельные группы холостяков либо живут поодиночке и присоединяются к самкам только в брачные периоды. Как правило, в сезон дождей рождается по одному детёнышу, весящему около 16 кг. В зависимости от сферы обитания куду активны в дневное или ночное время. Их пища состоит главным образом из листвы и молодых веток, при этом они не очень привередливы. Большие куду питаются также растениями, которых избегают другие животные из-за их ядовитости. Средняя продолжительность жизни самцов составляет около 8 лет, самки нередко доживают и до 15 лет.

## Подвиды
Большой куду (Tragelaphus strepsiceros) образует 5 подвидов:
- T. strepsiceros strepsiceros
- T. strepsiceros bea
- T. strepsiceros burlacei
- T. strepsiceros chora
- T. strepsiceros zambesiensis

## Угрозы
Популяции большого куду в Восточной и Южной Африке считаются не состоящими под угрозой исчезновения. Однако в отдельных местностях его наличие действительно поставлено под угрозу. Это касается прежде всего более северных территорий его распространения в таких странах как Эфиопия, Сомали, Судан и Чад. Помимо человека, к его врагам относятся леопарды, львы, крокодилы и гиеновидные собаки. Обычно большие куду пытаются прятаться от опасностей в кустах. Если это не удаётся, они в состоянии развивать большие скорости для спасения бегством. При этом они могут перепрыгивать препятствия до 3 м высоты и нередко их не останавливают установленные фермерами заборы.

## Этимология
Название куду происходит из языка готтентотов и употреблялось ими только по отношению к этому виду. Белые колонисты стали называть им также малого куду (Tragelaphus imberbis).

## Фотогалерея
- Самец
- Самец
- Детёныш
- Самка
- Голова самца
- На гербе Зимбабве